# Гіпоурикемія
Гіпоурикемія — це зниження вмісту сечової кислоти в сироватці крові нижче норми. У людей нормальний діапазон цього компонента крові має нижній поріг, встановлений по-різному в діапазоні 2 мг/дл до 4 мг/дл, тоді як верхній поріг становить 530 мкмоль/л (6 мг/дл) для жінок і 619 мкмоль/л (7 мг/дл) для чоловіків. Гіпоурикемія зазвичай є доброякісною і іноді є ознакою захворювання.

### Ускладнення
Хоча зазвичай гіпоурикемія є доброякісною, ідіопатична ниркова гіпоурикемія може збільшити ризик гострої ниркової недостатності, спричиненої фізичним навантаженням. Є також докази того, що гіпоурикемія може погіршити такі захворювання, як ревматоїдний артрит, особливо в поєднанні з низьким поглинанням вітаміну С, через пошкодження вільними радикалами.

## Причини
Гіпоурикемія часто є доброякісною і не є медичним станом, але вона може бути корисним симптомом. Відомо, що іноді вона призводить до зниження здатності концентрувати сечу через зниження гіпертонічності мозкової речовини нирок і може сприяти артеріальній гіпотензії за наявності інших факторів ризику. Через гіпоурикемію внаслідок низького споживання білків гіпотонічність мозкової речовини нирок вважається нормальною у плода та немовлят. Гіпоурикемія зазвичай виникає внаслідок прийому ліків і токсичних агентів, іноді через дієту або генетичні особливості, і в рідкісних випадках свідчить про основне захворювання.

### Ліки
Більшість препаратів, що сприяють гіпоурикемії, є урикозуричними препаратами, які посилюють виведення сечової кислоти з крові в сечу. Інші включають препарати, які зменшують вироблення сечової кислоти: інгібітори ксантиноксидази, уратоксидази (расбуриказа) і севеламер.

### Дієта
Гіпоурикемія часто зустрічається у вегетаріанців і веганів через низький вміст пуринів у більшості вегетаріанських дієт. Встановлено, що вегетаріанська дієта призводить до середніх значень сечової кислоти в сироватці крові до 239 мкмоль/л (2,7 мг/дл). Хоча вегетаріанська дієта зазвичай вважається корисною для таких станів, як подагра, вона може бути пов'язана з деякими іншими захворюваннями.
Транзиторна гіпоурикемія іноді виникає при повному парентеральному харчуванні. Парадоксально, але повне парентеральне харчування може спричинити гіпоурикемію, а потім гостру подагру, стан, який зазвичай асоціюється з гіперурикемією. Причини цього незрозумілі.

### Генетика
Відомо, що гіпоурикемію викликають два види генетичних мутацій: мутації, що спричиняють дефіцит ксантиноксидази, що знижує вироблення сечової кислоти; і мутації, що викликають аномальну функцію нирок, що збільшує виведення сечової кислоти. У сукупності відомі як сімейна ниркова гіпоурикемія, останні мутації бувають двох типів, включаючи дефекти пресекреторної та постсекреторної реабсорбції.
Генетична мутація у далматинських догів викликає гіпоурикемію через дефект нирок, який перешкоджає реабсорбції сечової кислоти. Подібна мутація була виявлена у людей (брат і сестра).
У людей мутації, пов'язані з втратою функції гена URAT1, пов'язані з дефектами пресекреторної реабсорбції.

### Медичні стани
Захворювання, які можуть викликати гіпоурикемію, включають:
- Синдром Фанконі
- Гіпертиреоїдизм
- Розсіяний склероз
- Мієлома
- Нефрит
- Хвороба Вільсона
- Дефіцит пуриннуклеозидфосфорилази

## Діагностика
Необхідне визначення кліренсу сечової кислоти. Збільшення кліренсу вказує на дефекти проксимальних канальців нирки, нормальний або знижений кліренс вказує на дефект ксантиноксидази.

## Лікування
Ідіопатична гіпоурикемія зазвичай не потребує лікування. У деяких випадках гіпоурикемія є симптомом основного захворювання, яке потребує лікування. Наприклад, якщо гіпоурикемія відображає високе виділення сечової кислоти з сечею (гіперурикозурія) з ризиком сечокислого нефролітіазу, вона може потребувати лікування.

### Ліки та дієтичні добавки, які можуть бути корисними
- Інозитол
- Антиурикозурічні засоби

## Поширеність
В одному дослідженні гіпоурикемія була виявлена у 4,8 % госпіталізованих жінок і 6,5 % госпіталізованих чоловіків. (Визначення було менше 0,14 ммоль/л для жінок і менше 0,20 ммоль/л у чоловіків.)